# Vanessa Heinisch
Vanessa Heinisch (fl. nach 2013) ist eine deutsche Lautenistin und Gitarristin im Bereich der historischen Aufführungspraxis.

## Leben

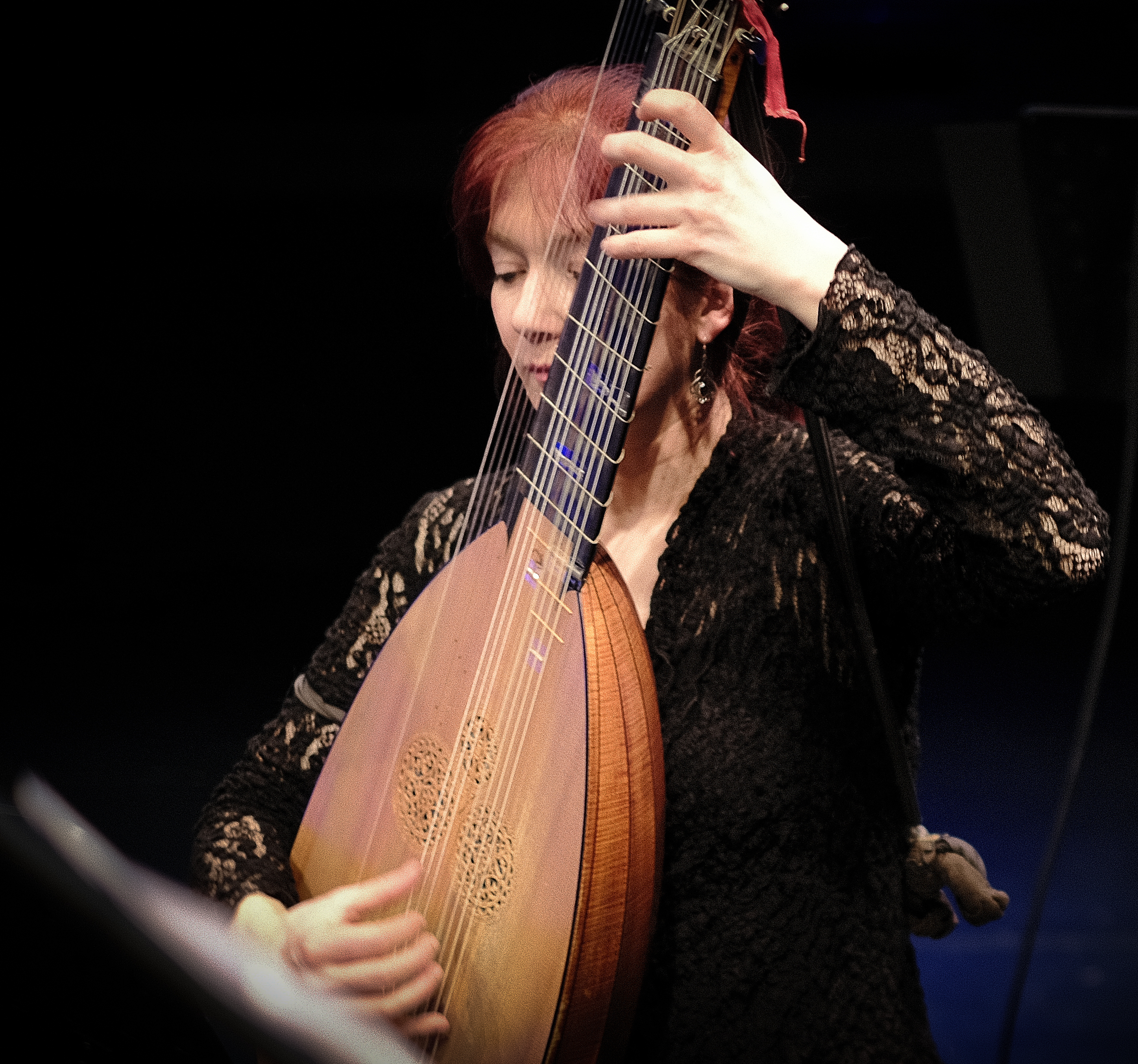
Vanessa Heinisch während einer CD-Produktion 2023 in Stuttgart

Vanessa Heinisch studierte Gitarre bei Olaf Van Gonnissen an der Musikhochschule Frankfurt a. M. Nach dem Abschluss mit Auszeichnung studierte sie an der Kölner Musikhochschule Laute und Continuospiel bei Konrad Junghänel (Konzertexamen 2009).
Als Ensemblemusikerin und Solistin konzertiert sie seitdem mit Renaissance- und Barocklauten, Theorbe und Barockgitarre.
In Konzerten und CD-Produktionen arbeitete sie als Generalbassspielerin mit Solisten wie Regula Mühlemann, Anna Prohaska, Julian Prégardien, Enrico Onofri, Hille Perl, Maurice Steger, Dorothee Oberlinger und Jan Vogler; ebenso in zahlreichen Opernproduktionen und Oratorien und mit Ensembles und Orchestern wie das türkisch-barocke Pera Ensemble, die Lautten Compagney und anderen.
Ihre Arbeit mit Kammermusikensembles umfasst moderne Crossoverprogramme, hochbarockes Repertoire und Musik der Renaissance.
Seit 2017 organisiert sie das Ensemble Giratempo.

## Diskographie (Auswahl)
- Concerti furiosi, La Folia Barockorchester (DHM 2013)
- Concerti di Venezia, Jan Vogler, La Folia Barockorchester (Sony, 2014)
- Seconda Donna, Julia Böhme, La Folia Barockorchester (Accent, 2015)
- Cleopatra, Regula Mühlemann (Sony, 2016)
- Orpheus, Julian Pregardien, Teatro del Mondo (CPO, 2016)
- Didone abbandonata, Sunhae Im, Teatro del Mondo (CPO, 2019)
- Witches, Queens & Heroines[7], Margriet Buchberger, Il Giratempo (Perfect Noise 2020)
- Talkin‘ about Barbara,[7] Il Giratempo (Perfect Noise, 2022)